# Dynamische Skoliosekorrektur
Die dynamische Skoliosekorrektur wurde am Shriners Kinderhospital in Philadelphia, USA als Methode des „Vertebral Body Tethering“, zu Deutsch: des „Anbindens der Wirbelkörper“ bei einer schweren Skoliose eingeführt. Im Gegensatz zu den etablierten Behandlungsverfahren, z. B. mittels Chêneau-Korsett oder starren Implantaten, bleibt der Patient hierbei größtenteils frei bewegungsfähig.

## Behandlung
Das Neue an dieser Skoliosenkorrektur ist ein flexibles Kunststoffseil aus Polyethylenterephthalat. Dieses Implantat wird mittels Schrauben seitlich an der Wirbelsäule des Patienten befestigt, und zwar auf der Außenseite der Krümmung. Anschließend wird das Band unter starken Zug gesetzt, damit es die verkrümmte Wirbelsäule aufrichtet wie ein inneres Korsett. Dieses Verfahren der minimalinvasiven und schonenden Korrektur der Wirbelsäule wurde an der Eifelklinik St. Brigida in Simmerath in Deutschland eingeführt. Es ist eine der wenigen Kliniken in Deutschland, die vor allem junge Patienten mit dieser Operationsmethode behandeln.
Inzwischen sind weltweit etwa 2000 Jugendliche mit der neuen Methode operiert worden, die meisten davon in den USA, etwa 200 in Deutschland.
Der Vorteil der Band-Methode (Vertebral Body Tethering) ist – nach Aussage von Per Trobisch, Chefarzt der Wirbelsäulenchirurgie am Eifelklinikum St. Brigida, – dass die Krümmung korrigiert werden kann, der Rücken aber beweglich bleibt. Beides zusammen ist ein Novum und führt zu einer deutlich verkürzten Erholungszeit nach der Operation. Als Methode der Wahl für starke Skoliosen gilt bisher die Versteifung der Wirbelsäule mit Schrauben und starren Metallstäben im Rücken. Schätzungsweise 1000 Jugendliche erhalten jedes Jahr solch eine Spondylodese in Deutschland. Dabei wird der verkrümmte Rückenabschnitt erfolgreich aufgerichtet. Die elastischen Bandscheiben verknöchern, die einzelnen Wirbel wachsen zu einem Block zusammen.
Im August 2019 hat die Food and Drug Administration (FDA) die OP Methode in den USA zugelassen. Eine von der FDA in Auftrag gegebene Studie zeigte, dass bei 43 von 57 Patienten zwei Jahre nach der Operation eine Wirbelsäulenversteifung umgangen werden konnte. Somit steht die OP Methode, die bereits 2017 in Europa zugelassen wurde, auch amerikanischen Patienten als weitere Option zur Verfügung.

## Kostenübernahme
Eine eigene Abrechnungsziffer als Kassenleistung hat das Seil-Verfahren noch nicht. Der Eingriff ist jedoch bereits als „Neue Untersuchungs- und Behandlungsmethode“ (NUB) anerkannt worden. Das erlaubt einzelnen Kliniken nun, ein entsprechendes Entgelt mit den Kassen zu vereinbaren. Auf Einzelantrag der Patienten übernehmen schon jetzt manche Kassen im Nachhinein die Kosten für die neue Operation von 35.000 Euro und mehr. Andere zahlen wenigstens den Anteil, den eine Standard-Versteifung kostet – mindestens 18.000 Euro.